# Nemanja Nikolić (Fußballspieler, 1988)
Nemanja Nikolić (serbisch-kyrillisch Немања Николић, * 1. Januar 1988 in Valjevo) ist ein montenegrinischer Fußballspieler. Seit 2016 spielt er für Hapoel Tel Aviv in der israelischen ersten Liga.

## Karriere
Nikolić begann seine Karriere in Serbien beim FK Roter Stern Belgrad. In den Folgejahren wurde er an den FK Spartak Subotica und nach Montenegro an den FK Grbalj Radanovići verliehen. 2011 wechselte er zum Stadtkonkurrenten OFK Belgrad. 2013 ging er nach Belarus zum FK Dinamo Minsk. Im Sommer 2015 wechselte er zum Ligakonkurrenten BATE Baryssau, für den er im September 2015 sein Champions-League-Debüt gab. Im Februar 2016 wechselt er nach Israel zu Hapoel Tel Aviv.

## Nationalmannschaft
Nikolić war U-21-Nationalspieler. 2009 wurde er erstmals für die Herren nominiert. Sein Debüt gab er im August 2009 im Testspiel gegen Wales.